# Christian Frederik Hirschnack
Christian Frederik Hirschnack (født 1732 på Christiansø, død oktober 1794 i København) var en dansk officer.
Han var født på Christiansø, hvor hans fader, oberst Rasmus Hirschnack, var kommandant; moderen, Ellen Kirstine f. Munk, var dennes 2. hustru. Hirschnack, der 1751 blev fændrik i Lollandske (siden Arveprins Frederiks) Regiment, 1754 sekondløjtnant og 1764 kaptajn, omtales som en flink officer, men blev 1776, da han i flere år ikke havde gjort tjeneste på grund af «Gemytssvaghed», efter ansøgning pensioneret. Ved nogle Grundregler for det danske patriotiske Præmieselskab, som han med bistand af senere amtmand Magnus Theiste offentliggjorde 1768, gav han stødet til, at flere formående mænd trådte sammen og året efter stiftede Det Kongelige Danske Landhusholdningsselskab. Af sin lille formue oprettede han legater, for hvis renter der dels skulle uddeles præmier af nævnte selskab, dels skulle ydes fattige officerer eller officersenker hjælp i sygdomstilfælde. Han døde ugift i København i oktober 1794.